# Área Protegida Privada Ichubamba Yasepan
El Área Protegida Privada Ichubamba Yasepan, es un área protegida localizada en el centro del Ecuador, en la provincia de Chimborazo, cerca de la comunidad "Reten Ichubamb"a, parroquia Cebadas. Se ubica en la zona de amortiguamento del parque nacional Sangay (PNS). La zona se caracteriza por su gran cantidad de agua que el cual abastece a tres proyectos de riego para la provincia centroandina que benefician cerca de 15 000 usuarios. Estudios preliminares registran 13 especies de mamíferos, 29 especies de aves y 34 especies de plantas con flores.